# Izvor Oreb
Izvor Oreb (Vela Luka, 7. studenog 1946.), hrvatski slikar, kipar i pjesnik.
Široj javnosti je poznat po svojim izmagličastim, sanjanim slikama krajobraza otoka Korčule i Kornatâ, a pokoje pute i Zagreb.
Kako je sam rekao, objašnjavajući zavičajnu tematiku svojih slika, „važno je podrijetlo djeteta koje se rodilo u Veloj Luci, mjesta tako arhaičnog, plemenitog, mirnog, s ribarima, vrijedim ženama, sve je to bilo toliko jako, jutra i zore, moj otac - ja sam skrojen od emocija tog života.” 
U kiparstvu je također bio značajno ime, a najviše je radio u drvu.
Poznat je i po graditeljskom djelu, kamenom kaštelu. Rečeno djelo je osmislio skupa sa svojom suputnicom iz studentskih dana, Emilijom Karlavaris.
Njegovi pjesnički radovi su mu na zavičajnog velolučkoj čakavici.

## Školovanje
Diplomirao je na školi za primijenjene umjetnosti na temu - pribora za salatu. Tada je bio u fazi zanosa industrijskim dizajnom, pa je htio studirati na dizajnerskom fakultetu u Zagrebu, jer se tada, 1966.,  govorilo da će se otvoriti studij dizajna u Zagrebu. Međutim, to se nije učinilo (otvoren je tek 1989.), pa je Oreb upisao Pedagošku akademiju. Na Akademiji je bio suradnik majstorske radionice Frane Kršinića.
Kao mlađi, bavio se veslanjem, pa je tako veslao i za Velu Luku, Gusara i Mornara iz Splita.